# Рахов
Ра́хов (укр. Ра́хів) — город в Закарпатской области Украины. Административный центр Раховского района и Раховской общины. Самый высокий город Украины.

## Географическое положение
Расположен ниже слияния Чёрной и Белой Тисы в узкой котловине на южных склонах Украинских Карпат. Через город протекает река Тиса и её приток, река Сельский Поток. Расстояние до Ужгорода по железной дороге — 222 км (прямого железнодорожного сообщения в настоящее время нет), по автодорогам — 209 км.

### Климат
Климат умеренный с ярко выраженной поясностью: в низине — умеренный, с тёплым летом и относительно мягкой зимой; в верховьях — резко континентальный, с холодной и продолжительной зимой и прохладным дождливым летом. Средняя январская температура −4,9 °C, а средняя годовая температура воздуха составляет +6,7 °C. Теплее в районе села Луг, а холоднее на Говерле.
Среднегодовое количество осадков в горах — до 1400 мм. В Рахове до 1300 мм. Толщина снежного покрова — от 30 см до полутора метров и более. Зимой в горах обрушиваются снежные лавины. Вечных снегов нет, но снег в некоторых местах ещё бывает и в июне. Во время интенсивного таяния снега и ливней, возможны угрожающие и разрушительные паводки (ноябрь 1998 года, март 2001 года). Зарегистрированный в Рахове абсолютный суточный максимум осадков — 133 мм.

## Население
По данным переписи 2001 года, украинцы составляли 89,88 % населения Рахова, венгры — 6,93 %, русские — 2,12 %.

### Языковой состав
Родной язык населения по данным переписи 2001 года:
| Язык       | Численность, чел. | Доля     |
| ---------- | ----------------- | -------- |
| Украинский | 13 784            | 92,08 %  |
| Венгерский | 719               | 4,80 %   |
| Русский    | 342               | 2,28 %   |
| Другое     | 124               | 0,84 %   |
| Итого      | 14 969            | 100,00 % |

Украинский язык является официальным и основным языком города.

## История
Датой основания Рахова считается 1447 год, хотя письменное упоминание об этом поселении известно ещё с 910 года. Одними из первых поселенцев Рахова были, скорее всего, украинцы-гуцулы из Галичины — Мельничук, Ворохты и другие. Крестьяне занимались овцеводством, рыболовством, охотой, пчеловодством. Жили в домах-землянках, впоследствии строили гуцульские дома-гражды.
В XIII веке Венгрия полностью овладела горными районами Закарпатья. Постепенно сюда стали прибывать и селиться здесь венгерские феодалы.
В 1241 году шестидесятитысячная орда хана Батыя прошла через Рахов в Венгрию. За период своего господства татаро-монголы опустошили и разрушили почти все города и сёла востока Венгрии.
Во времена вхождения закарпатских земель в состав Австро-Венгрии сюда переселилось много немецких колонистов, при участии которых происходило становление лесоперерабатывающей отрасли. Огромным толчком к социально-экономическому развитию края стало строительство железной дороги в Рахов и Ясиня, которая была сдана в эксплуатацию 15 августа 1895 года. Строили железную дорогу 16 000 итальянцев и специалистов из других стран Европы.
В начале XX века Рахов стал уездным городом — центром Тисодолинянского уезда (округа) Мараморошского комитата. С этого же периода известна и печать поселения — с изображением головы оленя, обращённой в левую геральдическую сторону.
В ноябре 1918 года в Рахове началась борьба за освобождение и воссоединение края с украинским народом. 5 января 1919 года в селе Ясиня была свергнута местная власть и образована Гуцульская Республика во главе с Степаном Клочураком, которая продержалась до 11 июня 1919 года.
21 марта 1919 года была провозглашена Венгерская Советская Республика. В апреле Совет рабочих, солдат и крестьян в Рахове возглавил П. Попенко. В конце того же года Притисенские поселения были заняты румынскими войсками — Румыния ещё летом 1919 года напала на Венгрию, оказывая содействие контрреволюционному венгерскому правительству графа Дьюлы Каройи.

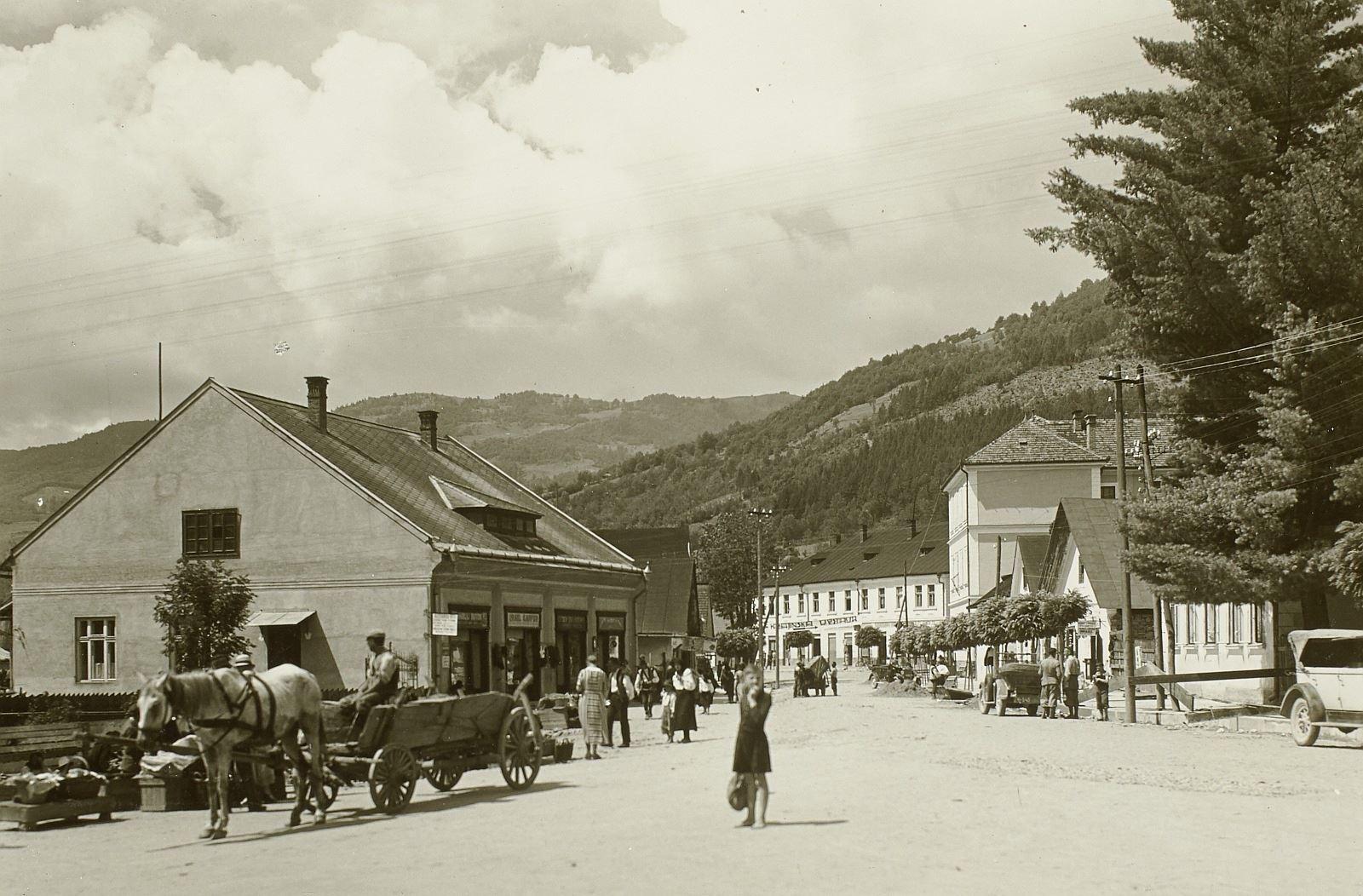
Рахов, 1935 год

В составе Чехословакии регион развивался как центр туризма. Рахов в то время называли «Гуцульским Парижем».
В 1939 году, после кратковременного существования независимой Карпатской Украины, Закарпатье вошло в состав Венгрии.
16 октября 1944 года Рахов заняли части РККА, в 1945 году он, как и всё Закарпатье, вошел в состав УССР.
10 октября 1946 года здесь началось издание районной газеты.
В 1958 году Рахов получил статус города районного подчинения.
В 1975 году численность населения составляла 13 тыс. человек, здесь действовали лесокомбинат, картонная фабрика, мебельная фабрика, маслодельный завод и несколько других предприятий, а также туристская база.
В январе 1989 года численность населения составляла 15 812 человек, основой экономики города в это время являлись лесокомбинат, картонная фабрика и туризм.
В мае 1995 года Кабинет министров Украины утвердил решение о приватизации находившихся в городе АТП-12139, завода «Конденсатор», картонной фабрики, райсельхозтехники и райсельхозхимии.
В июне 2014 года по иску государственной налоговой инспекции Украины хозяйственный суд Закарпатской области возбудил дело № 907/555/14 о банкротстве завода «Конденсатор».

## Галерея
|                        |                      |                   |           |                      |
| Церковь Святого Иоанна | Гуцульский фестиваль | Центральная улица | Амфитеатр | Православная церковь |

## Экономика

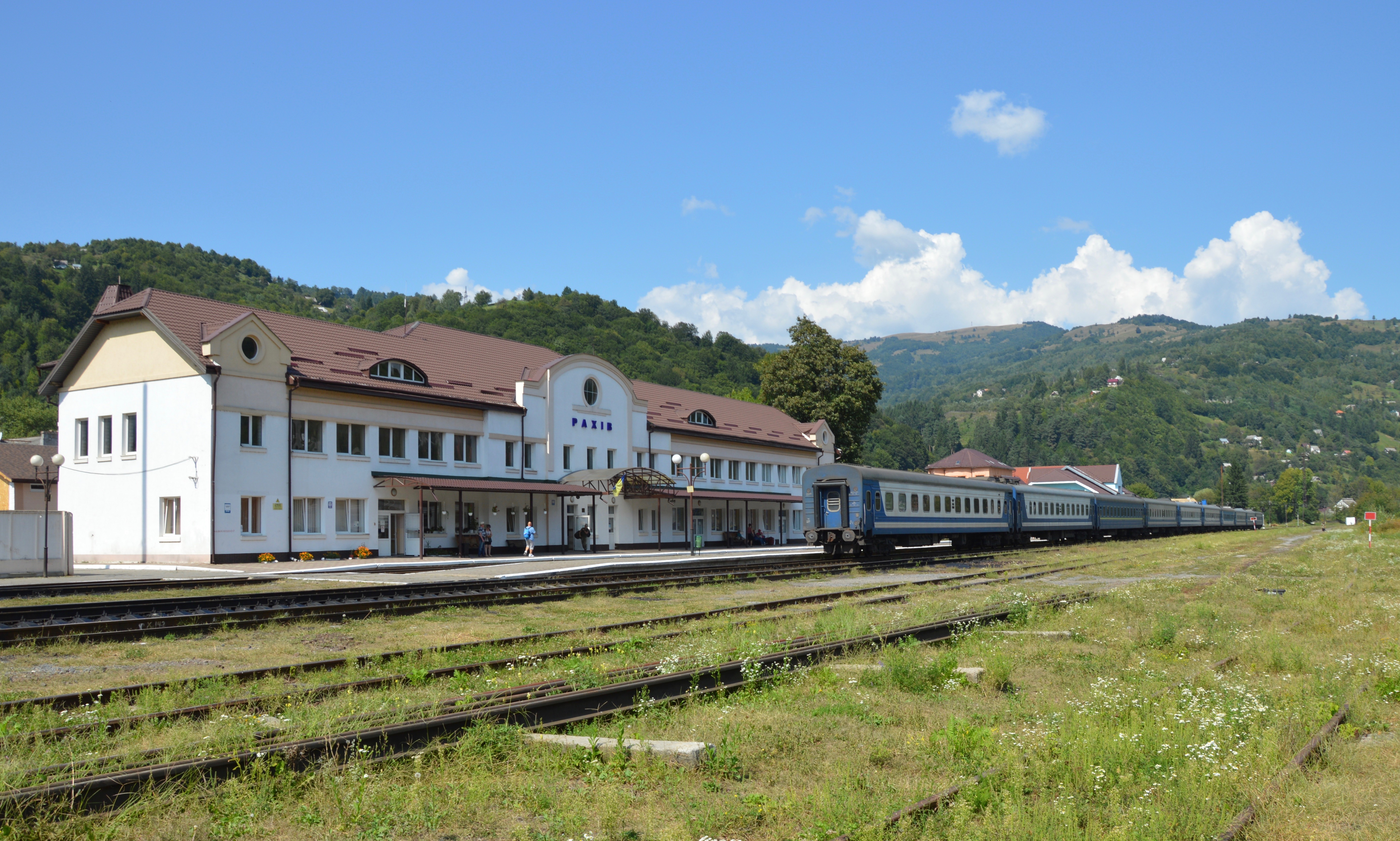
Железнодорожная станция

- Раховская реализационная база[13]

## Транспорт
Железнодорожная станция Рахов Львовской железной дороги.
Через город проходит шоссе Ужгород — Ивано-Франковск.

## СМИ[14]

### Телеканалы
- 6 ТВК — Мультиплекс MX-7
- 33 ТВК — Мультиплекс MX-2
- 55 ТВК — Мультиплекс MX-1
- 60 ТВК — Мультиплекс MX-3
- 61 ТВК — Мультиплекс MX-5

### Радиостанции
- 91,9 МГц — Радіо Промінь
- 102,2 МГц — Українське Радіо / Українське Радіо — Ужгород
- 103,1 МГц — Захід FM+
- 105,1 МГц — Закарпаття FM